# NXT TakeOver: Brooklyn III
NXT TakeOver: Brooklyn III – gala wrestlingu, wyprodukowana przez federację WWE dla zawodników brandu NXT. Odbyła się 19 sierpnia 2017 w Barclays Center w Brooklyn w Nowym Jorku. Była transmitowana na żywo za pośrednictwem WWE Network. Była to siedemnasta gala z cyklu NXT TakeOver, a jednocześnie czwarta w 2017 roku.

## Produkcja
NXT TakeOver: Brooklyn III oferowało walki profesjonalnego wrestlingu z udziałem różnych wrestlerów, które zostały przygotowane na podstawie wcześniej istniejących scenariuszy i rywalizacji pomiędzy nimi. Zawodnicy odgrywają role pozytywnych (face) lub negatywnych bohaterów (heel), którzy rywalizują pomiędzy sobą w seriach walk mających budować napięcie.
Cykl gal NXT TakeOver rozpoczął się 29 maja 2014, kiedy to brand WWE NXT otrzymał swoją drugą ekskluzywną galę na WWE Network pod nazwą NXT TakeOver. W kolejnych miesiącach człon „TakeOver” stał się główną częścią nazwy kolejnych specjalnych gal NXT, które miały dodatkowe podtytuły, jak przykładowo NXT TakeOver: Fatal 4-Way, NXT TakeOver: R Evolution czy też NXT TakeOver: Rival. NXT TakeOver: Brooklyn było pierwszą galą NXT, która odbyła się poza Full Sail University. NXT TakeOver: Brooklyn III było siedemnastym wydarzeniem z cyklu i jednocześnie czwartym w 2017 roku. Była to też trzecia gala TakeOver organizowana w Barclays Center.

### Rywalizacje

#### Bobby Roode vs. Drew McIntyre
Drew McIntyre zadebiutował w NXT w kwietniu 2017, niemal od razu obierając sobie za cel główne mistrzostwo brandu, będące w posiadaniu Bobby’ego Roode’a. 19 lipca wygrał walkę z niepokonanym dotąd Killianem Dainem, gwarantując sobie szansę walki o NXT Championship na nadchodzącym TakeOver. 9 sierpnia doszło do konfrontacji między mistrzem a pretendentem. Tydzień później McIntyre zawalczył z innym rywalem Roode’a – Roderickiem Strongiem. Pojedynek zakończył się bez wyniku, kiedy mistrz zaatakował obu rywali.

#### Asuka vs. Ember Moon
Rywalizacja mistrzyni kobiet NXT Asuki z Ember Moon sięga kwietniowego NXT TakeOver: Orlando, gdzie Asuka nieczysto pokonała Moon, broniąc tytułu mistrzowskiego. Rywalki miały spotkać się w ringu jeszcze raz, podczas NXT TakeOver: Chicago, lecz Moon wycofała się z walki z powodu kontuzji. Po pokonaniu Nikki Cross mistrzyni ogłosiła, że wróci do ringu dopiero kiedy pojawi się zawodniczka godna walki o jej mistrzostwo. Wkrótce powracająca do NXT Ember Moon wyzwała Asukę do walki na TakeOver: Brooklyn III. 16 sierpnia doszło do podpisania kontraktu na pojedynek między zawodniczkami.

#### The Authors of Pain vs. SAnitY
12 lipca mistrzowie tag team NXT The Authors of Pain (Akam i Rezar) pokonali Heavy Machinery (Tuckera Knighta i Otisa Dozovica) w starciu o mistrzostwa. Po walce grupa SAnitY (Killian Dain, Alexander Wolfe i Nikki Cross) pojawili się na rampie, bezsłownie wyzywając mistrzów na walkę. Dwa tygodnie później Dain i Wolfe wszczęli bójkę z Authors of Pain i ostatecznie zostali wygonieni z ringu. Wkrótce ogłoszono walkę między drużynami na TakeOver: Brooklyn III.

#### Aleister Black vs. Hideo Itami
Podczas odcinka NXT z 2 sierpnia Aleister Black przerwał przemówienie Hideo Itamiego i wyrzucił go z ringu po wykonaniu Black Mass. Itami nie pozostał mu dłużny – jeszcze tego samego wieczoru zaatakował Blacka na parkingu areny. Niedługo później ogłoszono, że rywale będą mogli rozwiązać swój konflikt w pojedynku na nadchodzącym TakeOver.

#### Johnny Gargano vs. Andrade Almas
Kontuzjowany na NXT TakeOver: Chicago Johnny Gargano powrócił 12 lipca na NXT. Zapowiedział, że podczas TakeOver: Brooklyn III zawalczy z kimkolwiek, wyzywając do walki cały roster NXT. Menedżerka Zelina Vega przyjęła wyzwanie w imieniu swojego podopiecznego – Andrade Almasa.

## Lista walk
| Nr                                                                                    | Wyniki | Stypulacje                                 | Czas  |
| ------------------------------------------------------------------------------------- | --- | ------------------------------------------ | ----- |
| 1N                                                                                    | Peyton Royce (z Billie Kay) pokonała Sarah Logan                                                                                                  | Singles match                              | 4:17  |
| 2N                                                                                    | Pete Dunne i Wolfgang pokonali Moustache Mountain (Tylera Bate’a i Trenta Sevena)                                                                 | Tag Team match                             | 7:07  |
| 3                                                                                     | Andrade Almas (z Zeliną Vegą) pokonał Johnny’ego Gargano                                                                                          | Singles match                              | 13:13 |
| 4                                                                                     | SAnitY (Alexander Wolfe i Eric Young) (z Killianem Dainem i Nikki Cross) pokonali The Authors of Pain (Akama i Rezara) (c) (z Paulem Elleringiem) | Tag Team match o NXT Tag Team Championship | 12:04 |
| 5                                                                                     | Aleister Black pokonał Hideo Itamiego | Singles match                              | 12:24 |
| 6                                                                                     | Asuka (c) pokonała Ember Moon | Singles match o NXT Women’s Championship   | 14:50 |
| 7                                                                                     | Drew McIntyre pokonał Bobby’ego Roode’a (c) | Singles match o NXT Championship           | 22:25 |
| (c) – mistrz/mistrzyni przed walkąN – walka była nagrywana do oddzielnego odcinka NXT | |                                            |       |